# Kleine bessenbladwesp
De kleine bessenbladwesp (Pristiphora rufipes) is een vliesvleugelig insect uit de familie van de bladwespen (Tenthredinidae). De wetenschappelijke naam van de soort is gepubliceerd in 1823 door Serville.